# We Should Be Sleeping
"We Should Be Sleeping" é uma canção de rock de 1987 do cantor Eddie Money, do seu álbum Can't Hold Back de 1986. Foi lançada como um single e conseguiu a 90.ª colocação no Billboard Hot 100.